# Ocotea sessiliflora
Ocotea sessiliflora är en lagerväxtart som beskrevs av André Joseph Guillaume Henri Kostermans. Ocotea sessiliflora ingår i släktet Ocotea och familjen lagerväxter. Inga underarter finns listade i Catalogue of Life.